# Хоангань Зялай
«Хоангань Зялай» (вьет. Hoàng Anh Gia Lai) — вьетнамский футбольный клуб, представляющий город Плейку и провинцию Зялай. Выступает в V-лиге.
Первые успехи клуба были связаны с приглашением в 2002 году тайца Киатисака Сенамуанга — лучшего футболиста Юго-Восточной Азии того времени. Талантливый игрок дважды, в 2003 и 2004 годах, приводил клуб к победе в V-лиге. В 2021 году стал чемпионом страны. С тех пор «Хоангань Зялай» закрепился среди лидеров вьетнамского футбола. За команду выступали и выступают многие игроки сборных Вьетнама и Таиланда.
В 2007 году было заключено соглашение о сотрудничестве между лондонским «Арсеналом» и «Хоангань Зялай», в рамках которого в Плейку была создана футбольная академия «Арсенала». Рекламу этого проекта можно увидеть на домашних матчах «Арсенала» в АПЛ.

## Достижения
- Чемпионат Вьетнама:

Чемпион (2): 2003, 2004
Бронзовый призёр (2): 2007, 2013
- Кубок Вьетнама:

Финалист: 2010
- Суперкубок Вьетнама:

Победитель (2): 2003, 2004

## Выступления в чемпионатах Вьетнама
| Сезон    | 01/02 | 2003 | 2004 | 2005 | 2006 | 2007 | 2008 | 2009 | 2010 | 2011 | 2012 |
| -------- | ----- | ---- | ---- | ---- | ---- | ---- | ---- | ---- | ---- | ---- | ---- |
| Дивизион | 2     | 1    | 1    | 1    | 1    | 1    | 1    | 1    | 1    | 1    | 1    |
| Место    | 3     | 1    | 1    | 4    | 4    | 3    | 7    | 6    | 7    | 9    | 5    |

## Выступления в соревнованиях АФК
- Лига чемпионов АФК: 2

2004: групповой этап
2005: групповой этап